# Бетика
37°50′58″ пн. ш. 5°00′26″ зх. д. / 37.849462° пн. ш. 5.007223° зх. д.
Бе́тика (лат. Baetica)  — римська провінція, розташована на півдні Піренейського півострова. Охоплювала територію близько 85 тис. км2, що відповідає сучасній Андалусії з прилеглими частинами Естремадури і португальської провінції Алентежу. Назва походила від річки Бетій (сьогоднішній Гвадалквівір). Бетика вважалася однією з найбагатших римських провінцій завдяки покладам металлів та сприятливим для сільського господарства умовам. Тубільне населення Бетики становили іберські племена турдетанів, турдулів, бастулів, а також кельти. З VI ст. до н. е. регіон підпадає під вплив Карфагену, з кінця ІІІ ст. до н. е. - Римської республіки. Бетика була романізована вже на початку ери, вирізнялася високим ступенем урбанізації. Місцеві еліти зіграли визначальну роль у розвитку Римської імперії, пвисунавши протягом І-ІІ століть 90 сенаторів та трьох імператорів. Звідси походять такі визначні постаті, як філософ Сенека, імператори Траян та Марк Аврелій.

## Доримський період
Протягом ХІІ-III ст. до н. е. південь Іберійського півострова розвивався під впливом фінікійців, з яких найбільш активними виявилися карфагеняни. Прибульці створили низку торгових факторій, які з часом виросли в активні колонії: Гадір, Картейя, Малака, Сексі. Вони взяли під контроль зовнішню торгівлю, і разом з тим ввели іберійське населення в активний обмін з іншими частинами Середземномор'я. Торгівельні зв'язки Гадіра згодом охопили атлантичне узбережжя Галлії та Британію.
Родючі землі, поклади металів, у тому числі срібла й свинцю, а також вихід на зовнішні ринки сприяли піднесення першої місцевої держави - Тартессу (з ХІ ст. до н. е.)
З посиленням Карфагену починається і політичне, військове втручання у справи регіону. У VI ст. Фінікійські колонії визнали зверхність Карфагена, шукаючи захисту у боротьбі з Тартессом та грецькими колоніями. Вже у 535 р. до н. е. Карфаген ліквідував першу іберійську державу. Протягом наступних трьох століть південний берег Іспанії, а також землі іберійських племен турдетанів та турдулів знаходилися під контролем Карфагену. Починаючи з 237 р. до н. е. регіон став плацдармом для захоплення значної частини Іспанії.
Римська окупація (212-206 р. до н. е) стала наслідком поразки Карфагену у Другій Пунічній війні. За відсутності старих зв'язків нова метрополія сприймалася місцевим населенням як повністю чужда, тож вже у 197 р. до н. е. турдетани підняли невдале повстання.

## Республіканський період

Формування провінцій Ближня і Далека Іспанія

У 197 р. до н. е. південний берег та долина ріки Бетіс (Гвадалаквівір) увійшли до складу провінції Далека Іспанія і стали плацдармом для подальшої окупації західної частини Іберійського півострова. Столицею провінції стало тубільне місто Кордуба.
Римська окупація на перших порах зупинила розвиток регіону, послабивши його торгові зв'язки. Римлян цікавила в першу чергу територіальна експансія, притік рабів та можливість поселення тут колоністів.
Вже у 206 р. до н. е. виникла перша римська колонія - Італіка. Втім, процес колонізації відбувався повільно. Колонія в Кордубі, а заразом і заснування нового міста за римським взірцем, відбулося за претора Марка Клавдія Марцелла. Подія датується або 169/168 рр. до н. е.
Підпорядкування Риму ядра Карфагенської держави, а згодом фінікійських територій на Близькому Сході, сприяли поновленню старих торгових зв'язків. Окрім того, з середини ІІ ст. у Римі відбувається швидкий занепад традиційної ментальності воїнів-землеробів. Притік багатств внаслідок постійних війн сприяє посиленню інтересу метрополії до ресурсів різних частин Римської республіки. 
Зрештою, зубожіння італійського селянства та поява багаточисельного римського плебсу, що не мав засобів для існування, а також велика концентрація рабів у Лації та Кампанії, зумовила необхідність масштабного імпорту продовольства у ці регіони.
Вже на середину І ст. до н. е. Далека Іспанія з її родючими землями, судноплавною рікою та зручним морським маршрутом до Італії стає одним з найбільшим експортерів сільськогосподарської продукції. Це сприяє розвитку і романізації регіону.
Таким чином, драматичний для Середземномор'я період з середини ІІ до середини І ст. до н. е. приніс регіону більше переваг, ніж труднощів. Втім, у 46 р. до н. е. провінцію зайняли війська Гнея Помпея Молодшого і саме тут, в битві при Мунді, він зазнав поразки від Гая Юлія Цезаря (17 березня 45 р.). У ході кампанії Цезар взяв штурмом і зруйнував Кордубу. Джерела повідомляють, ніби у місті загинуло 22 тисячі осіб. Також нищення зазнало місто Аста-Регія. Обидва поселення згодом відновлені на правах колонії.

## Імператорський період

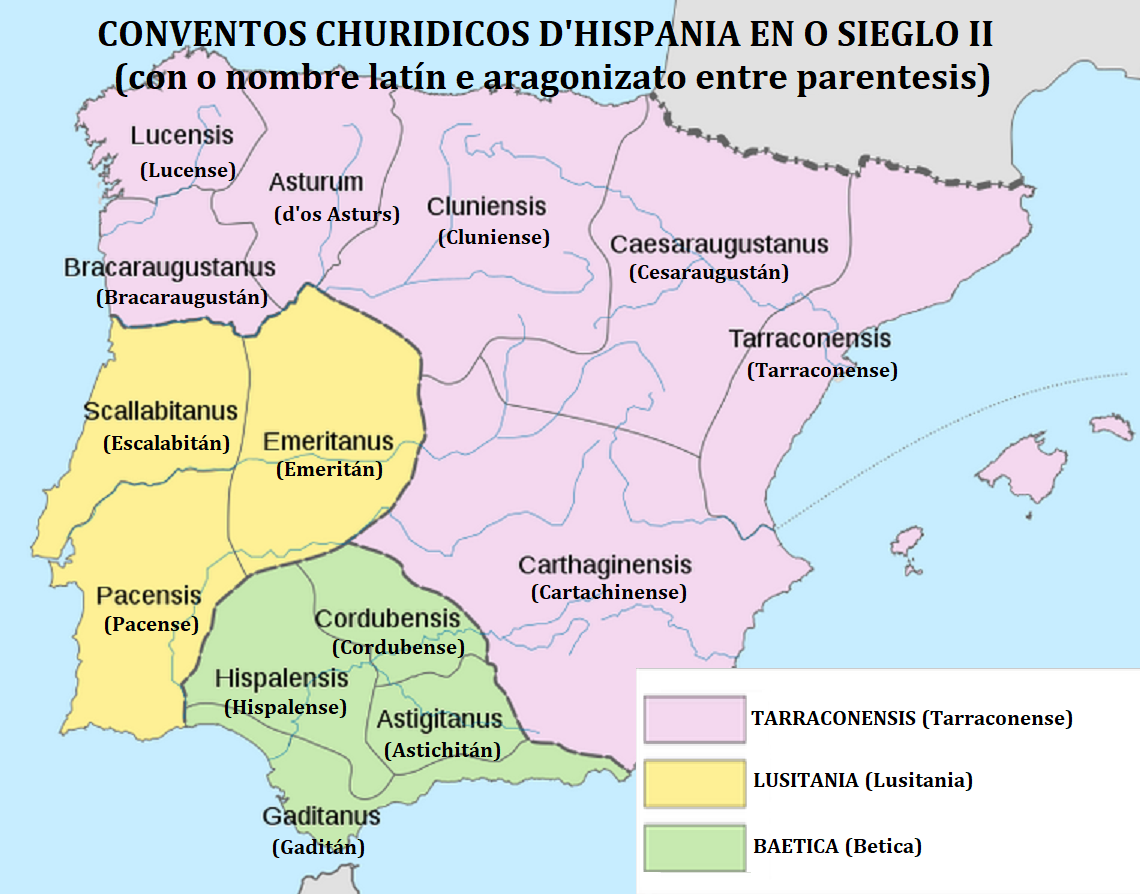
Поділ іспанських провінцій на конвенти

Близько 15 р. до н. е. Октавіан Август поділив Далеку Іспанію на дві частини - Бетику зі столицею у Кордубі та Лузітанію з центром в Емериті Августі. Бетика як цілком замирена територія без військ стала сенатською провінцією під управлінням проконсула, тоді як Лузітанія - імператорською.
У 7 р. до н. е. від Бетики було відторгнуто на користь Тарраконської Іспанії східні території, багаті рудними покладами. В таких межах провінція існувала до припинення римського панування у 411 році.
Як і інші іспанські провінції, Бетика була поділена на конвенти з центрами у Кордубі, Гіспалісі, Гадесі та Астігах. 
Романізації провінції сприяли численні колонії. З ініціативи Триумвірату, Цезаря та Августа, поселення ветеранів з'явилися в Асідо, Асті, Астігах, Гіспалісі, Італіці, Кордубі, Тукках, Укубі, Урсо. За кількістю колоній Бетика поступалася лише африканським провінціям.
Вже в часи Августа еліти провінції перейшли на латинську мову і римський спосіб життя. За Веспасіана всі громади провінції без належного статусу отримали права муніципіїв латинського права. Пліній Старший повідомляє про існування в провінції 175 громад, з яких 55 мали привілейований статус (колонії, муніципії, вільні громади), а інші 120 сплачували податок .
Припинення воєн, систематизація оподаткування, міграція людей і капіталів в рамках цілої Імперії сприяли значному розвитку Бетики у ранньоімперський період. Польові дослідження в районі міста Антекери та у західній частині гір Сьєрра-Морена виявили 284 поселення, що існували у І-ІІ ст. проти 77 у республіканський період і 54 - у доримський час. Фактично забудована площа провінційної столиці Кордуби між 150 р. до н. е. та 100 р.н.е. зросла з 30-40 до 90-100 гектарів.
Розквіт провінції припав на період Флавіїв і Траяна. З першої третини ІІ ст. вже спостерігаються контури занепаду, зокрема, зменшення числа поселень та вілл, запустіння низки невеликих містечок (зокрема, Флавії Сабори). Криза могла бути пов'язана як зі зростанням латифундій, так і зі зменшенням рівня опадів.
Між тим, Бетика лишалася однією з найбільш розвинених і спокійних провінцій. У 193-197 р. вона управлялася узурпатором Клодієм Альбіном, який контролював також галльські провінції та Британію. У 260-278 рр. належала до Галльської імперії Постума. Ці ситуативні відокремлення не призводили до бойових дій на території провінції. Між тим, протягом другої половини ІІІ ст. Бетика зазнавала вторгнень мавретанських племен. Окрім того, між 250 та 270 роком столиця провінції Кордуба пережила землетрус і зазнала значних руйнувань.
За Діоклетіана виявилась однією з небагатьох провінцій, які не зазнали поділу. Увійшла у діоцез Іспанія з центром в Емериті Августі. Той, у свою чергу, підпорядковувався преторіанській префектурі Галлія і управлявся співправителем імператоратора західної частини Римської Імперії. У другій половині IV ст. столицею Бетики стало місто Гіспаліс.
У 411 р. Бетику завоювали вандали. Вже 418 р. провінцію звільнили вестготи: за це імператор Гонорій віддав їм під поселення Аквітанію. Зрештою, у 456 р. Бетика також увійшла в склад Королівства вестготів, в якому перебувала до самого арабського вторгнення 711 року.

## Природні умови та економіка

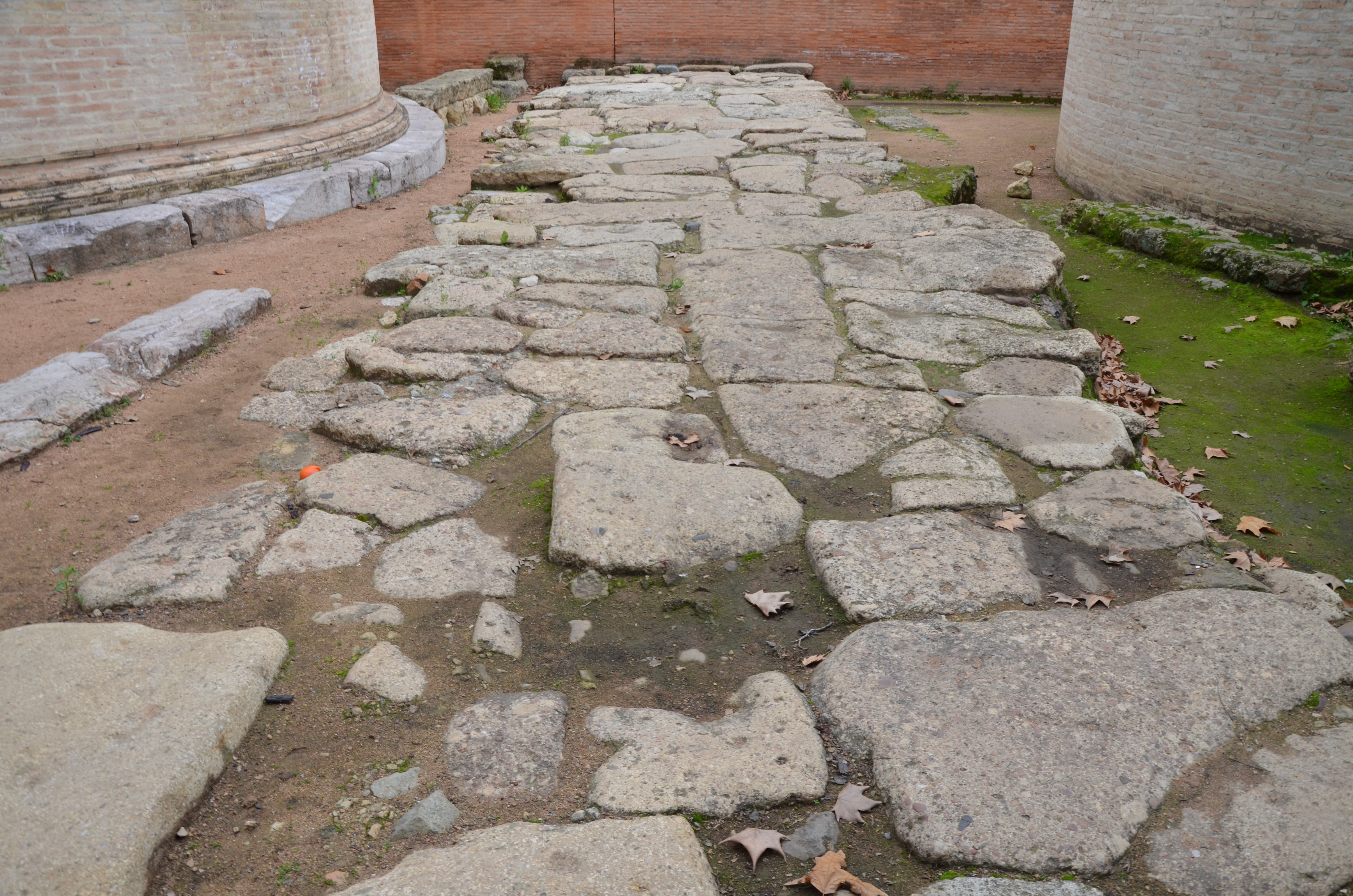
Залишки римської дороги у Кордові

Римські автори повідомляють про виключне багатство провінції, родючість її грунтів та значні поклади мінералів. Звідси часто вживана назва провінції Baetica Felix - щаслива Бетика.
За Страбоном, у горах Сьєрра-Мадре було багато рудників, де видобували мідь, срібло і золото. Центром цього регіону було місто Сісапон. Інші гірничі ареал існував навколо Іліпули (срібло) та на північ від Кордуби (мідь, залізо).
Відомо, що коли у 2 р. до н. е. Август привласнив собі титул Pater Patriae, Бетика передала в Рим статую імператора з чистого золота вагою 100 фунтів; її встановили на Форумі Августа.

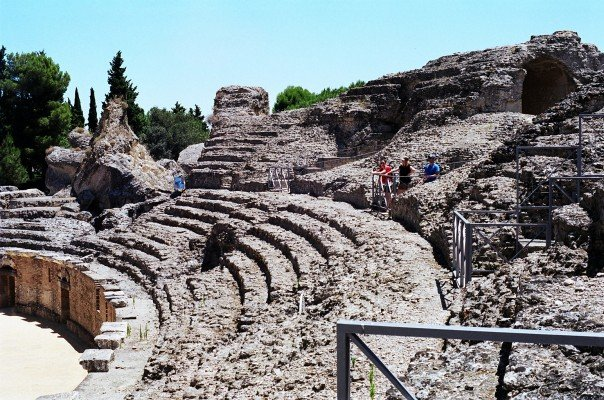
Римський амфітеатр в Італіці

Клімат Бетики був вологішим і м'якшим, ніж у Новий час. Античні джерела повідомляють про надзвичайно сприятливі умови для землеробства та високу продуктивність  сільського господарства. 
Дані палеокліматології, зокрема, історичні коливання озера Лагуна Соньяр в Андалусії, показують зростання рівня опадів з 10 по 40 р. н. е., потім - поступове зменшення вологості і зростання температур аж до 150 р. н. е. Протягом двох наступних століть триває волога фаза, причому найбільш інтенсивні опади і паводки фіксуються у 150-170 р. н. е.

За Страбоном, Бетика у великій кількості експортувала зерно, вина, а також "чудової якості" олію. Також постачалися мед, шерсть, віск, високоякісна кіновар. Окремо Страбон виділяє розвинене рибальство, рибосоління, вилов мурен та збір молюсків. У своїй "Географії" (ІІІ.6) він пише:
Обсяг вивезення продуктів із Турдетанії доводиться величиною та чисельністю кораблів; дійсно, найбільші вантажні кораблі плавають з цієї країни у Дікеархію та в Остії - гавань Риму; число їх кораблів майже не поступається лівійськім.
Експорт продукції полегшувався завдяки судоходності Бетиса. Великі морські кораблі могли підніматися вгору до Гіспаліса, середні - до Кордуби. Далі сполучення велося річковими баркасами.

## Політичне значення провінції
Природні багатства Бетики та широкі можливості експорту продукції сприяли збагаченню місцевих еліт, а разом з тим - їх активній участі у економічному, політичному на культурному житті Римської Імперії.

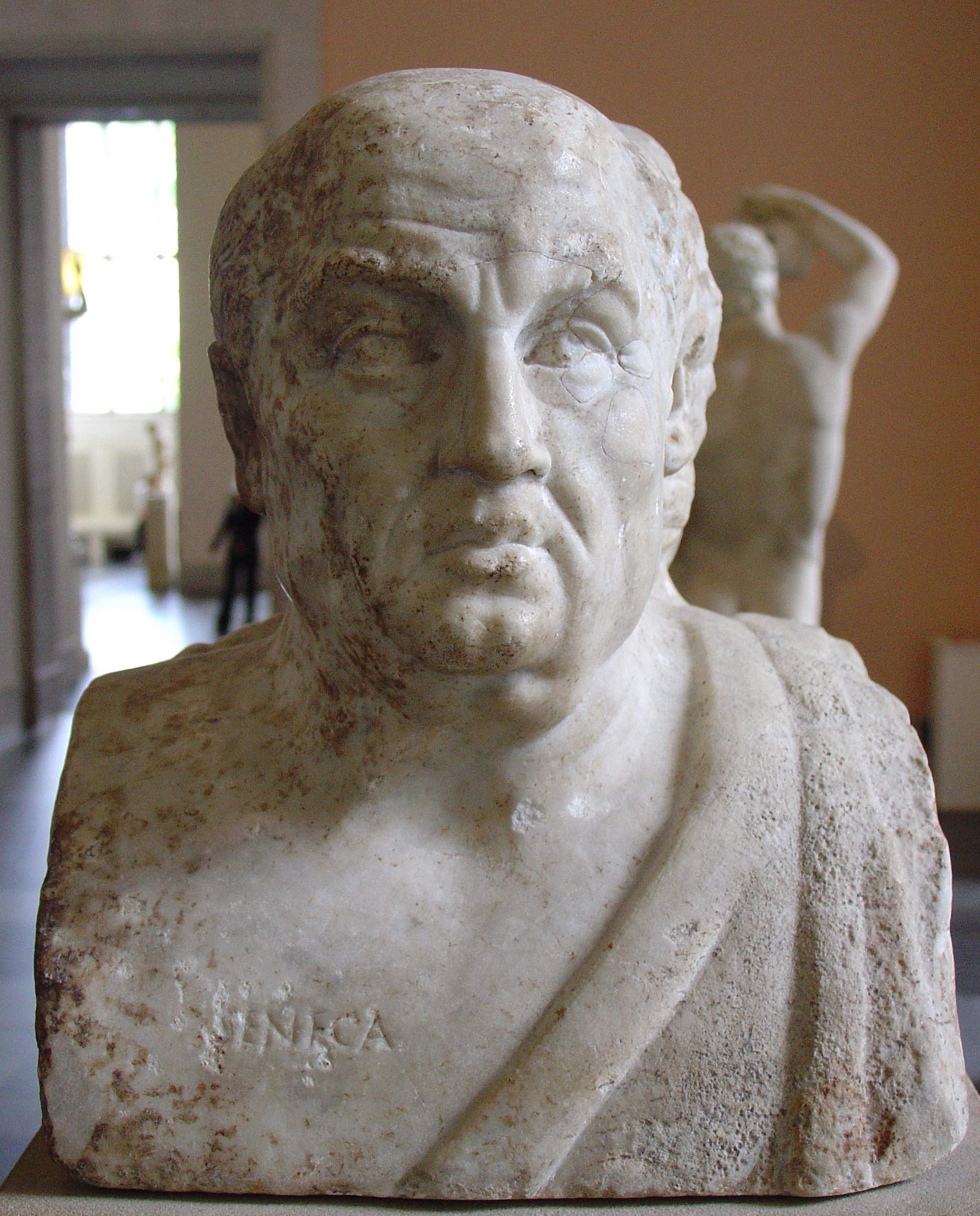
Луцій Анней Сенека - уродженець Кордуби

В середині І ст. найбільш відомими виходцями з Бетики були філософ і олігарх Луцій Анней Сенека та його племінник, видатний поет Марк Анней Лукан. Обидва народилися в Кордубі. З Гадеса походив агроном Луцій Юній Модерат Колумелла, з сусідньої Юлії Традукти - географ Помпоній Мела.
За Флавіїв вихідці з Бетики починають відігравати велику роль у сенаті та військах. Зрештою, у 97 р. Нерва усиновив популярного у військах Марка Ульпія Траяна з Італіки (правив у 98-117 рр.). Наступним імператором став його родич та земляк Публій Елій Адріан (117-138). З невеликого муніципія Укубі походила родина Марка Аврелія (161-180).
Імператори були лише "вершиною" потужного "іспанського клану", до якого також належали вихідці з Тарраконської Іспанії (головно з міста Барцино) та Нарбонської Галлії (Немавз). Ядром цієї групи все ж були уродженці Бетики. За даними просопографії, від Нерона до Марка Аврелія провінція дала Риму 90 сенаторів.
Соціальний успіх багатьох представників місцевої знаті призвів до перетворення їх володінь на справжні латифундії. Дрібні землевласники не витримували конкуренції і продавали наділи. Це підірвало благополуччя багатьох містечок Бетики, а деякі з них навіть зникли.
Наприкінці ІІ століття зростає значення африканських еліт. З приходом до влади  Септимія Севера із Лептис-Магни їх вплив в Римі стає домінуючим, тоді як іспанці назавжди втрачають свої позиції.

## Чисельність населення
Територія та межі Бетики в основному співвідносяться з межами Андалусії. У Новий час на цей регіон припадало 18-20% населення Іспанії і 14-16% жителів всього Іберійського півострова. Переписи повідомляють про  1,2 млн осіб у 1591 році, 1,85 млн у 1787 р. та 3,3 млн у 1877 р.

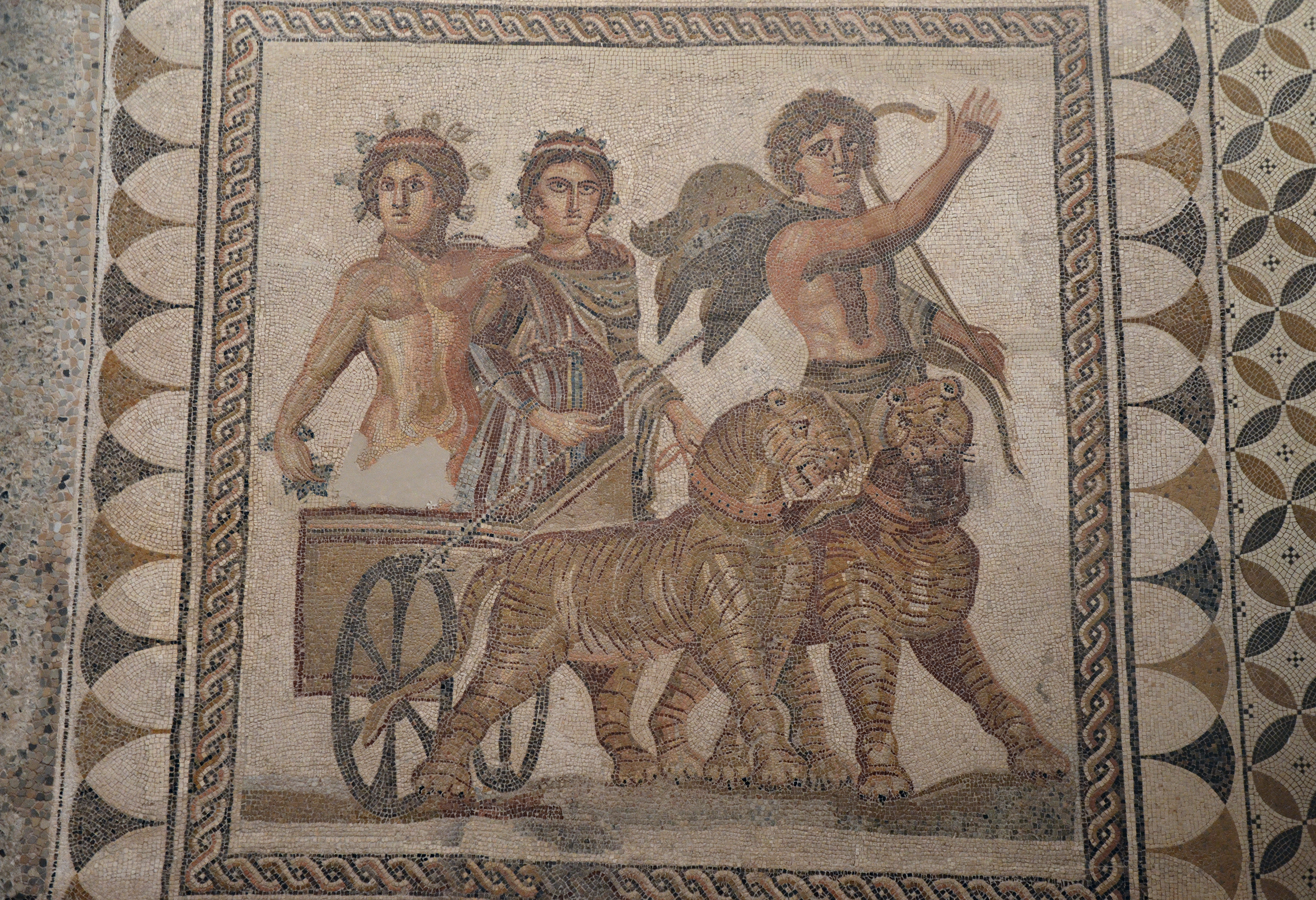
Триумф Вакха, римська мозаїка з міста Астігі

Вага Бетики у римський період могла бути значно вищою. На провінцію припадало 4 з 14 адміністративних одиниць (конвентів), 175 із  вказаних Плінієм Старшим 513 громад Іспанії (34%), а також 31% усіх латинських надписів. Античні автори повідомляють про виключно сприятливі для сільського господарства умови - тоді як вже в XVI-XVII ст. перевагу мають вже інші регіони, такі як Каталонія, Левант (Валенсія), Галісія.  
Загальне населення Римської Іспанії Карл Юліус Белох оцінює у 6 млн осіб. Показник Бетики цілком міг бути вищим, ніж у 1591 р., але не міг перевищувати рівень 1787 р., коли повсюдною стала культивація картоплі та кукурудзи. Таким чином, населення провінції у І-ІІ ст. могло сягати 1,5 млн осіб або чверть усього населення Іспанії. 
Про значний демографічний ресурс Бетики свідчать археологічні дослідження. Петер Хоутон наводить дані про 160 міських поселень. Загальна площа 68 міст, для яких встановлено межі, оцінюється у 1384 га. Всі разом міста Бетики могли охоплювати близько 2,3 тис. га.  
Враховуючи дані про гіпотетичну щільність населення більшості античних міст (170-230 люд./га) міське населення провінції знаходилося у межах 390-530 тис. осіб. Втім, більшість городян проживали у напіваграрних містечках площею 5-15 га.  
Важливими містами з активним громадським та економічним життям були Кордуба, Гадес, Астігі, Гіспаліс, Італіка, Кармона, Урсо, Аста-Регія. Значну роль відігравали невеликі за розмірами, але жваві порти Бело Клавдія, Малака, Картейя, Юлія Традукта,  а також торгові та гірничі центри Сісапон, Мелларія, Ілліберрі. Більшість з них мала розміри 20-30 га і населення, можливо, до 5 тис. осіб. 

## Міста
Кордуба (Кордова). Столиця спочатку Далекої Іспанії, згодом Бетики. Початково - центр турдетанів площею бл. 50 га. Римське місто було зведене у 169 р. до н. е. на пагорбі над Гвадалаквівіром, на відстані 750 м. від старого поселення. Фортифікація охопила 48 га - дещо більше, ніж саме місто. У 45 р. до н. е. Цезар спочатку зруйнував Кордубу, а потім поселив тут ветеранів. Місто отримало статус колонії.

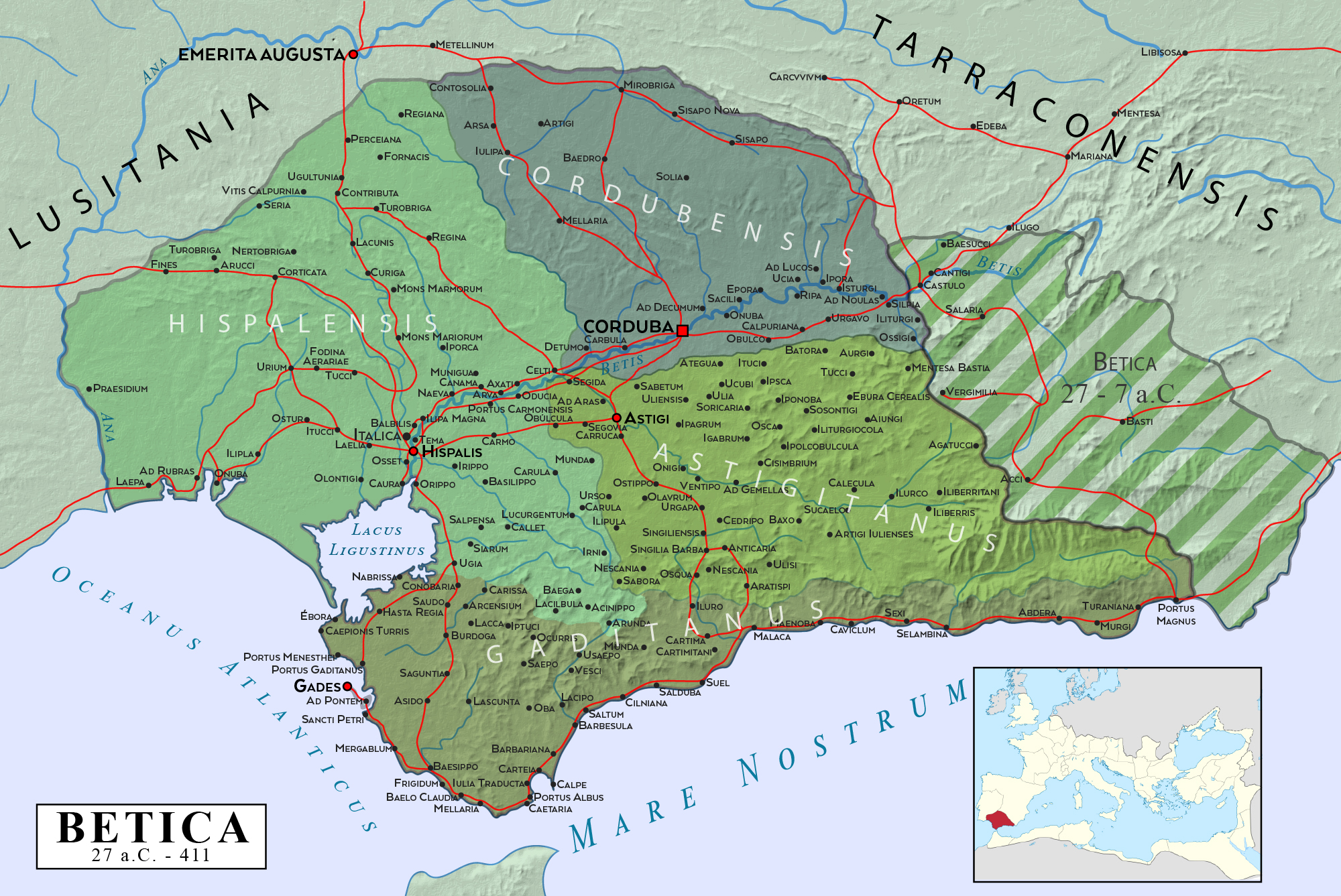
Міста та адміністративний устрій Бетики

За часів Августа укріплено торгове передмістя біля річки. Територія міста зросла до 78 га. Також збудовано великий провінційний форум.  Кордуба мала три акведуки, великий цирк. Збудований у другій половині І ст. амфітеатр розміром 178x154 метрів за площею лише незначно поступався римському Колізею.
На ІІ ст. н. е. забудована площа Кордоба та передмість складала, за різними даними, від 90 до 99 га, а населення міста могло перевищувати 20 тис. осіб.
Гадес (Кадіс). Заснований у VI ст. до н. е колоністами з Тіру на острові, розташованому напроти гирла Lacus Ligustinus . За пізньої республіки процвітав як союзне місто. Вже за Августа Гадес відомий як одне з найбагатших міст Європи: перепис 7 р. до н. е. виявив тут 500 вершників. Столиця конвенту, до якого входило усе південне узбережжя Бетики з численними торговими містами.
З середини І ст. значення Гадеса падає на фоні підйому Гіспаліса (нині Севілья). На фоні занепаду середземноморської торгівлі у ІІІ-IV ст. частина городян емігрує в сусідні міста, зокрема, в Асідо. 

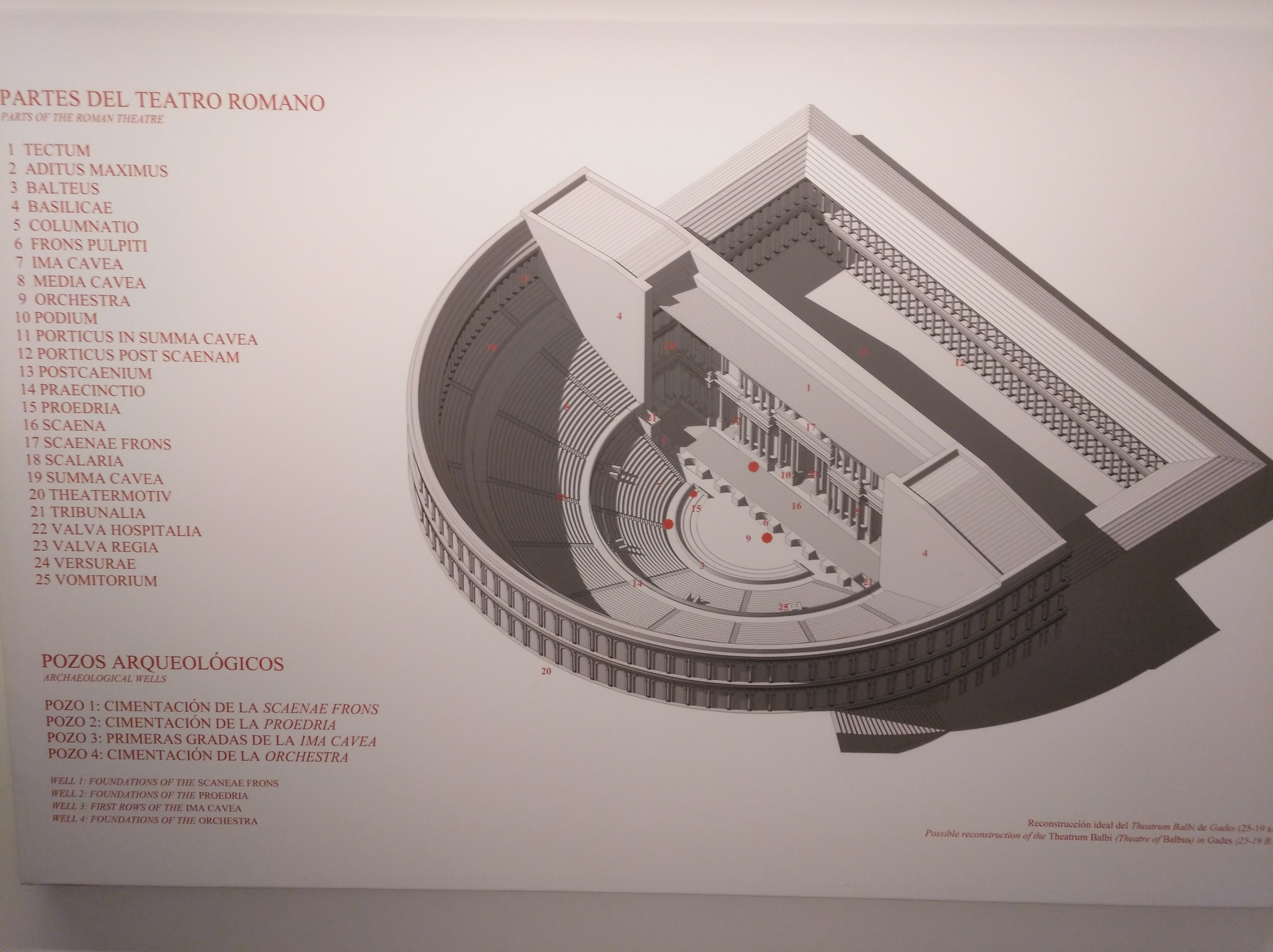
Реконструкція вигляду театру міста Гадес

Археологічні дослідження міста є проблематичними через щільну забудову сучасного Кадіса. Встановлена площа Гадеса - 81 га, а населення міста у період максимального розквіту навряд перевищувало 24-32 тис. осіб. Гадес мав театр, амфітеатр, цирк, водогін.
Гіспаліс (Севілья). Іберський опідум, що отримав статус римської колонії у 45 р. до н. е. Столиця конвенту. Страбон називає його торгівельним центром області. Фактично Гіспаліс був центром агломерації, до якої входили також Італіка й містечка Оссет, Оріппо, Каура. Протягом І і, особливо, ІІ ст. н. е. позиції Гіспаліса-Італіки посилюються, перетворюючи ці сусідні міста на діловий центр Бетики. З другої половини IV ст. Гіспаліс стає столицею провінції
Місто мало театр, амфітеатр, можливо, цирк. За площі 45-50 га населення Гіспаліса навряд перевищувало 10-12 тис. осіб.
Астігі (Есіха). Місто отримало статус колонії від Цезаря. Столиця конвенту. За площею (74-78 га) Астігі поступалися лише Кордубі та Гадесу. Місто мало значний (130x107) амфітеатр, збудований за Юліїв-Клавдіїв. За розрахунками, він міг прийняти понад 26 тис. глядачів.

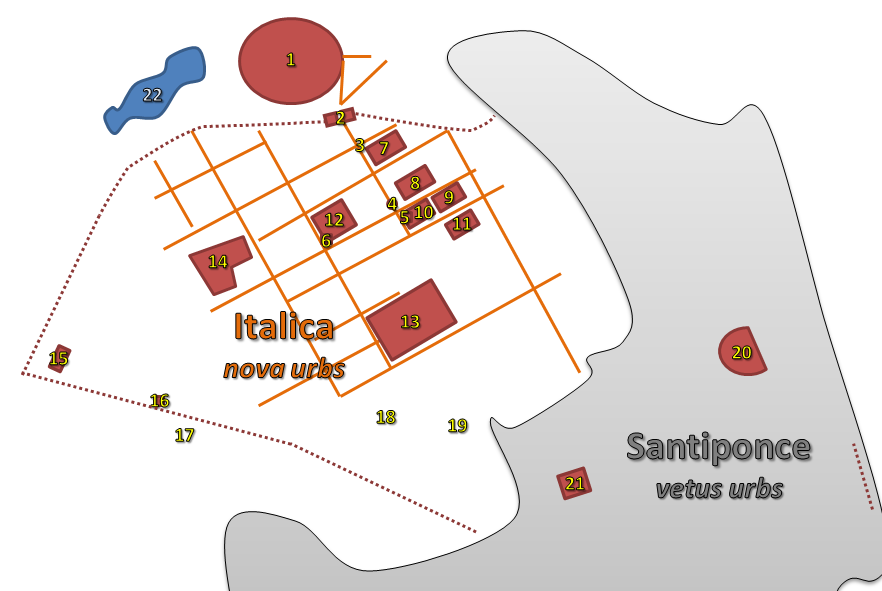
Генеральний план міста Італіка

Італіка. Місто-супутник Гіспаліса. Найстаріше римське поселення Бетики (206 р. до н. е.). Статус колонії отримало від Цезаря. Тут знаходилися резиденції багатьох великих землевласників. Зокрема, з Італіки походили імператори Траян і Адріан. В місті знайдено класичні римські домуси з просторими залами, мозаїками, статуями та басейнами. Окремі будинки мали площу 4-6 тис. м2. Знайдено також руїни розкішних термів площею 32 000 м2.
Італіка мала форум з базилікою, два водогони, театр, цирк. Міський амфітеатр (156x134) за масштабом поступався лише аналогічному в Кордубі і, за деякими даними, міг прийняти до 40 тис. осіб. Площа міста складала від 49 до 51 га.
Кармона. Значне місто Гіспалітанського конвенту. Статус муніципія отримало від Цезаря чи Августа. Тоді ж було збудовано перший в провінції кам'яний амфітеатр розмірами 131x111 метрів. Також місто мало значний цирк (400x70). Площа Кармони складала 42-47 га.
Урсо (Осуна). Іберський опідум V-IV ст. до н. е. Римське право та колоністів від Цезаря та Августа. Площа фортифікації - 116 га, забудови - близько 50 га. Місто мало капітолій, невеликий театр і, можливо, амфітеатр. Незважаючи на значні розміри, Урсо, імовірно, було середнім за розміром містом - так само як і сусідні Іліпа Мінор (52 га), Мунда (43 га), Обулкула (40 га).
Аста Регія. Іберське поселення ІІ ст. до н. е. У 45 р. до н. е. місто було зруйноване Цезарем. Він же вивів сюди колоністів та надав громаді статус колонії римського права. Місто лишається слабо дослідженим. Встановлена площа - 42 га.

## Римське керівництво
- Квінт Гедій Лолліан Плавцій Авіт (209—210)